# مكنسة الساحرة

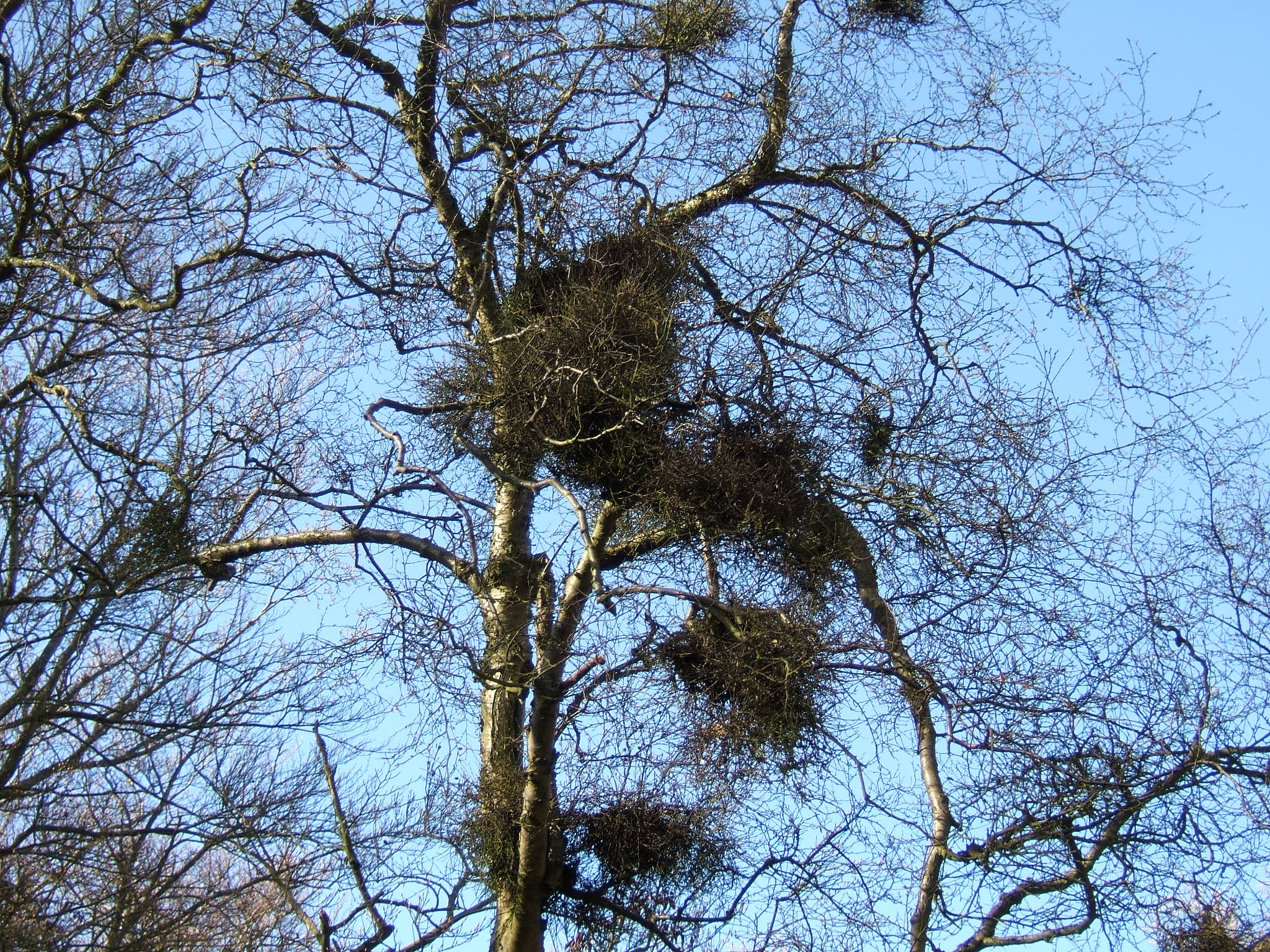
ظاهرة مكانس الساحرة على شجر البتولا ، سببها هو فطر من نوع Taphrina betulina

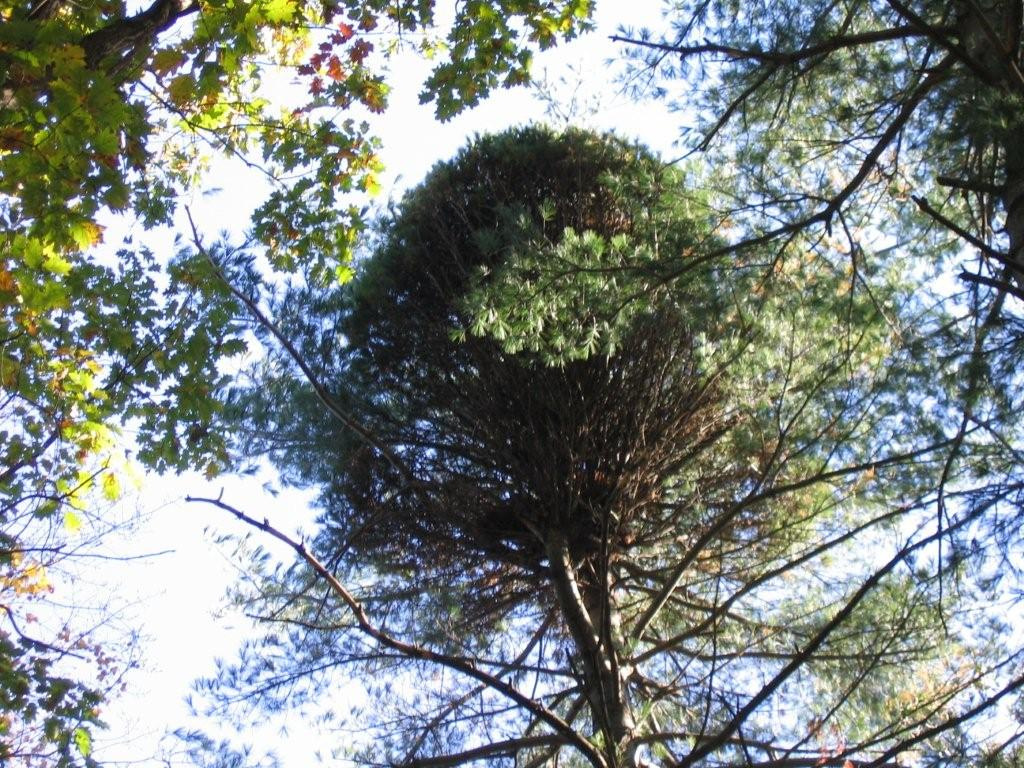
مكنسة ساحرة على شجرة من نوع صنوبر أبيض.

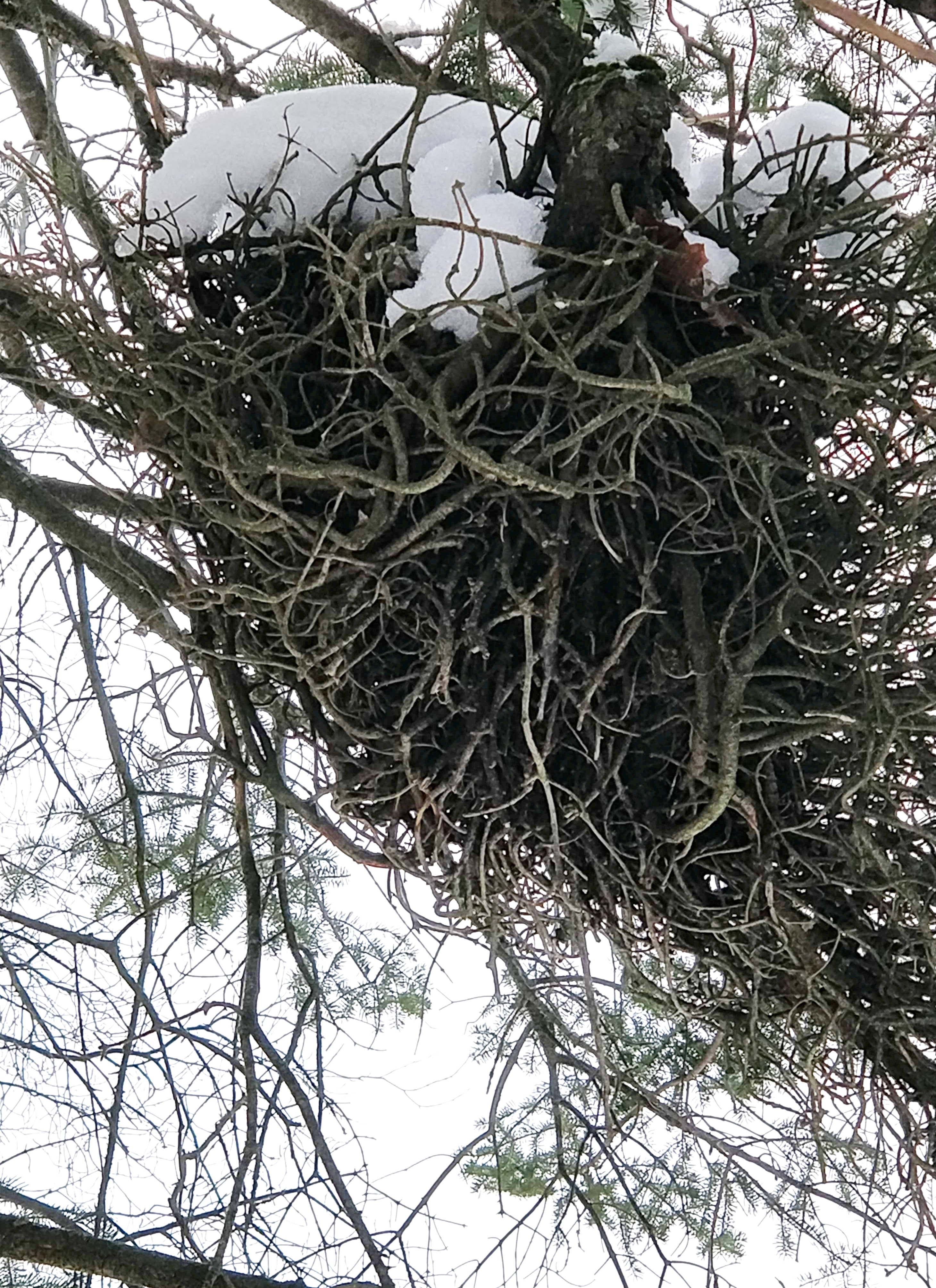
مكنسة الساحرة في حديقة ياماسكا الوطنية ، مقاطعة كيبك

مكنسة الساحرة أو مكنسة الساحرات هي ظاهرة التي تكون عبارة عن تشوه في النبات من نوع نبات خشبي، عادة وبشكل عام تحدث هذه الظاهرة في الأشجار من بين النباتات، عندما تحدث هذه الظاهرة، يتغير الهيكل والمبنى الطبيعي للنبات. تنمو كتلة كثيفة من البتيلات من نقطة واحدة، ويشبه النمو الناتج المكنسة أو عش الطائر. يكون سبب هذه الظاهرة أحيانًا هو ممراض معين.
آفة مكنسة الساحرة ، الناجمة عن Phytoplasma أو الفطريات الدعامية، تعتبر ظاهرة مهمة اقتصاديًا في عدد من النباتات التي يتم زراعتها لأهمية إقتصادية، مثل شجرة الكاكاو ،  العناب (الإسم العلمي: Ziziphus jujuba)  والأشجار من نوع أزدرخت شائع.

## الأسباب
إن الشكل المميز أو الهيئة المميزة التي تتواجد الشجرة فيها هو نتيجة (بشكل جزئي) الأكسينات والهرمونات التي تتحكم في نمو الأنسجة الإنتاجية الثانوية. نمو البتيل مقيد ويتعلق بـالأكسين، بينما لا يتعلق نمو الفرع أو الغصن الأصلي بذلك. في حالة حدوث مكنسة الساحرة، يتم حدوث خلل في التسلسل الهرمي الطبيعي للبراعم، وتنمو الأنسجة الإنتاجية بشكل عشوائي. يمكن أن يحدث هذا بسبب السيتوكينين، وهو هرمون نباتي يتداخل مع تنظيم النمو. ويمكن أيضا أن يكون سبب هذه الظاهرة هو الكائنات الحية الأخرى، ويشمل ذلك الفطريات، الطلائعيات البيضية، والحشرات، السوس، الديدان الأسطوانية، phytoplasmas ، والفيروسات. قد يستمر نمو الشكل الناتج الشبيه بالمكنسة لسنوات عديدة، عادةً طوال عمر النبات المضيف. إذا تم قلع أغصان من أغصان مكانس الساحرة وإضافتها على جذور طبيعية، ينتج عن ذلك أشجار غريبة الشكل أيضا، مما يدل على أن الكائن الحي المسؤول عن حدوث الظهارة قد غير نمط النمو الموروث للأغصان.

## بيئة
توفر ظاهرة مكانس الساحرات موائل تعشيشة لعدة أنواع من الطيور والثدييات، مثل السنجاب الطائر الشمالي، الذي يعشش فيها. 